# Vijainagar (Ajmer)
Vijainagar è una suddivisione dell'India, classificata come comune, di 27.688 abitanti, situata nel distretto di Ajmer, nello Stato federato del Rajasthan. In base al numero di abitanti la città rientra nella classe III (da 20.000 a 49.999 persone).

## Geografia fisica
La città è situata a 25° 55' 48 N e 74° 38' 19 E.

## Società

### Evoluzione demografica
Al censimento del 2001 la popolazione di Vijainagar assommava a 27.688 persone, delle quali 14.431 maschi e 13.257 femmine. I bambini di età inferiore o uguale ai sei anni assommavano a 3.872, dei quali 2.009 maschi e 1.863 femmine. Infine, coloro che erano in grado di saper almeno leggere e scrivere erano 19.231, dei quali 11.224 maschi e 8.007 femmine.